# Kino Lucerna (Praha)
Lucerna je pražský biograf otevřený 3. prosince 1909 v paláci Lucerna, který mezi roky 1907 a 1921 nechal postavit Vácslav Havel. Na vybudování komplexu se podílel stavitel Dobroslav Hnídek s architektem Stanislavem Bechyněm, jenž vedle kabaretního sálu navrhl též divadlo s otáčecím hledištěm, který byl ani ne po roce přebudován na kinosál. Původně měl secesní podobu, avšak později prošel pseudorokokovou úpravou. Lucerna je nejstarším stále funkčním kinem na území České republiky.
Od roku 1926 vedli kino společně Václav a Miloš Havlovi. Za jejich působení začalo kino v roce 1929 jako první pražský biograf uvádět zvukové snímky. Prvním se stal film Loď komediantů. Po únoru 1948 patřilo kino Ústřednímu výboru Komunistické strany Československa (ÚV KSČ) a po sametové revoluci jej od roku 1991 opětovně vlastní rodina Havlova.
U příležitosti 105. výročí od otevření (2014) otevřelo kino svůj druhý sál. Má kapacitu padesáti míst a původně sloužil k soukromým projekcím spolumajitele paláce Miloše Havla, který zde pro sebe a své nejbližší přátele v předpremiérách představoval filmy natočené společností Lucernafilm. Po únoru 1948 a znárodnění byl malý kinosál zrušen a jeho prostory přebudovány na kanceláře či jazykové učebny.